# Mannen som älskade Yngve (film)
Mannen som älskade Yngve (originaltitel: Mannen som elsket Yngve) är en norsk film som hade biopremiär 15 februari 2008. Filmen är baserad på boken med samma namn av Tore Renberg. Filmen spelades in 12 februari till 30 mars 2007.
Filmen fick goda recensioner i Norge och sågs av mer än 30 000 personer under premiärhelgen. Totalt sågs filmen av 174 147 personer på norska biografer.

## Roller
- Rolf Kristian Larsen - Jarle Klepp
- Arthur Berning - Helge Ombo
- Ole Christoffer Ertvaag - Yngve Lima
- Ida Elise Broch - Katrine Halsnes
- Erlend Stene - Oljeungen
- Jørgen Langhelle - Jarles far
- Knut Sverdrup Kleppestø - Andreas